# Express (canção)
"Express" é uma canção gravada pela americana Christina Aguilera. A canção foi escrita por Aguilera, Christopher Stewart, e Claude Kelly, e produzido por Stewart, para a trilha sonora, Burlesque (2010). A canção estreou em 03 de novembro de 2010, no On Air with Ryan Seacrest. Aguilera cantou a música em 2010 no programa de televisão britânica, The X Factor. "Express" foi positivamente revisado por críticos de música, que elogiou seu som moderno, e foi bem nas paradas de música, incluindo UK Singles Chart.

## Antecedentes
A canção foi gravada após Christina Aguilera ter terminado o trabalho em seu sexto álbum de estúdio, Bionic. Assim ela convidou Tricky Stewart para começar a trabalhar na trilha sonora do seu filme, Burlesque. Juntos Aguilera e Stewart co-escreveu duas faixas para o álbum da trilha sonora: "Show Me How You Burlesque" e "Express". Stewart também trabalhou em várias outras faixas para o álbum. A faixa estreou no On Air with Ryan Seacrest em 3 de novembro de 2010.

## Recepção
A canção recebeu críticas positivas dos críticos. Slant Magazine revisou a canção dizendo: "Soa quase uma canção totalmente em R&B, me lembra dos tempos de Lady Marmalade". O crítico de filme online Moron, deu a música uma revisão positiva dizendo "Express, o primeiro single da trilha sonora de Burlesque, é a coisa mais moderna em sonoridade, com um zumbido do século 21 e um refrão que lembra o hit de Aguilera, Dirrty".

## Videoclipe
No canal oficial do filme no YouTube um clipe promocional foi lançado no dia 23 de novembro, com duração de apenas 1:22. No clipe, além de Christina cantando e dançando, há cenas do filme. Um dos extras mais aguardados do DVD/Blu-Ray de Burlesque é o número de Express, que caiu na web sem as transições com outras cenas e de duração de 3:53.

## Divulgação
Christina interpretou a canção no American Music Awards e no X Factor entre Novembro e Dezembro de 2010, respectivamente.

## Desempenho nas tabelas musicais
No Japão, o single chegou ao número #32 no Japan Hot 100. No Reino Unido, após a interpretação de Aguilera no show do The X Factor, a faixa chegou ao número #75. Também no Reino Unido o single também alcançou a posição #21 nas paradas de R&B.

### Posições
| Tabelas musicais (2010)                 | Melhor posição |
| --------------------------------------- | -------------- |
| Austrália (ARIA Charts)                 | 58             |
| Estados Unidos (Bubbling Under Hot 100) | 2              |
| Indonésia (Creative Disc Top 50)        | 1              |
| Japão (Oricon)                          | 2              |
| Reino Unido (UK Singles Chart)          | 75             |
| Reino Unido (UK R&B Chart)              | 21             |
| Suíça (Swiss Music Charts)              | 54             |
| Taiwan (RIT)                            | 1              |